# Snyltvedstekel
Snyltvedstekel (Xeris spectrum) är en stekelart som först beskrevs av Carl von Linné 1758.  Snyltvedstekel ingår i släktet Xeris, och familjen vedsteklar. Enligt den svenska rödlistan är arten nära hotad i Sverige. Arten förekommer i Götaland, Svealand och Nedre Norrland. Artens livsmiljö är skogslandskap.